# Roberto López Belloso
Roberto López Belloso (Maldonado, 9 de abril de 1969) es un poeta, periodista y editor uruguayo ganador del Premio Nacional de Literatura, del Premio Onetti y del Premio Bartolomé Hidalgo. Actualmente es el director de la edición uruguaya de Le Monde diplomatique.

## Trayectoria
Como periodista tiene una extensa carrera en la prensa uruguaya iniciada con 19 años en el diario Con todo (1988) y continuada en los diarios La Hora (1989) y La República (1990). Luego de colaborar con los periódicos El Día y El País (suplemento Cultural), vive cuatro años en Nicaragua (1992-1995) y a su regreso a Uruguay escribe en la revista Posdata en temas de sociedad y cultura.
En 1999 obtiene por concurso una plaza de investigador residente en la Organización para la Cooperación Europea (OSCE) en Praga. A su regreso comienza a colaborar con el semanario Brecha, donde es nombrado editor de la sección Mundo y elegido jefe de redacción por cuatro años. En periodismo internacional ha realizado coberturas desde el terreno sobre los Balcanes, Líbano, Nicaragua y Palestina, entre más de cuarenta países. Luego colabora con la revista Lento y escribe una columna semanal (Mirada de Neófito) para la sección Cultura de La Diaria.
En el campo del periodismo narrativo, editó en 2014 la revista Quiroga y, junto con Andrés Alsina, Quiroga versus Rocket en 2015. También fue editor de la revista Lento, de noviembre de 2023 a junio de 2024. Sus crónicas se han publicado en medios como Gatopardo (México) y El Malpensante (Colombia). Como director de Ediciones Olímpica fue un impulsor de la formación de sus colegas en este campo, siendo coordinador del proyecto "Narrativa para Periodistas" que, desde 2015 a 2018, trajo a Uruguay a los editores de las principales revistas de crónica en habla hispana. En 2018 junto con Valentín Trujillo fue curador del XI Encuentro de Escrituras de Maldonado, focalizado en el periodismo como género literario, que tuvo como invitados internacionales a Roberto Herrscher (Argentina/Chile), Sergio Olguín (Argentina), Felipe Restrepo Pombo (Colombia), Alberto Salcedo Ramos (Colombia), y al editor de Etiqueta Negra Julio Villanueva Chang (Perú).
Publicado por Ediciones de la Banda Oriental, de Uruguay, y por Siglo XXI Editores, de Argentina y España, se han realizado presentaciones de sus libros en Buenos Aires, Quito, Madrid, Montevideo y Sevilla. Ha sido tutor en la Fundación García Márquez para el Nuevo Periodismo Iberoamericano (FNPI) en el taller "Cinco sentidos" de periodismo y derechos humanos.
Su formación académica incluye una licenciatura en Ciencias de la Comunicación y un Diploma de posgrado en Ciencia Política, ambos por la Universidad de la República (Udelar, Uruguay).
Como poeta, sus primeros textos éditos aparecieron en 1993 en La abadía de los pensamientos y otros poemas: muestra de poesía uruguaya desconocida (Arca, Montevideo), y desde entonces ha publicado siete poemarios, obtenido premios nacionales e internacionales, participado en ferias del libro, festivales y jornadas de poesía en Argentina y Uruguay. Estuvo casado durante 20 años con la poeta uruguaya Teresa Amy.
En febrero de 2018 asumió como coordinador de la Fundación Mario Benedetti, cargo que ejerció hasta febrero de 2022, cuando inició funciones como director de la recién creada edición uruguaya de Le Monde diplomatique.

## Obra

### Poesía
- poemas encontrados en los años diez. Montevideo. Civiles iletrados, 2021.
- poemas encontrados lejos de Islandia. Montevideo. Civiles iletrados, 2019. ISBN 978-9974-865-95-2. Premio Internacional Ciudad de Alajuela y Premio Bartolomé Hidalgo.
- poemas encontrados cuando no había. Montevideo. Yaugurú, 2015. 53 p. ISBN 978-9974-719-35-4. Premio Nacional de Literatura.
- poemas encontrados en la primera década. Montevideo. Ediciones de la Banda Oriental, 2013. 73 p. ISBN 978-9974-1-0812-7. Premio Anual de Literatura del MEC. Premio Onetti.
- poemas encontrados en la sierra de las ánimas. Montevideo. Ediciones Imaginarias, 2010. 59 p. ISBN 997-4768-16-0. Premio Anual de Literatura del MEC.
- poemas encontrados en el siglo pasado. Montevideo; Buenos Aires: Ediciones Imaginarias: Mascardi Nash, 2005. - 145 p. ISBN 997-4768-15-2.
- poemas encontrados en una sala vacía. Montevideo. Ediciones Imaginarias, 2001. 52 p. ISBN 997-4751-69-1.

### Periodismo y ensayo
- Hijos de África: la brigada de comunistas uruguayos en la guerra civil de Angola. Montevideo. Editorial Fin de Siglo, 2024. ISBN 978-9915-685-23-6
- "Los tiradores del poeta" en La voz de las cosas (Roberto Herrscher, ed). Barcelona. Ediciones Carena, 2021. ISBN 978-84-18-32364-5
- El equipo soñado: 20 goles de perfil. Montevideo. Ediciones de la Banda Oriental, 2018. ISBN 978-997-411-07-3 (Antólogo y prologuista)
- Eduardo Galeano, un ilegal en el paraíso. Buenos Aires. Siglo XXI Editores, 2016. 303 p. ISBN 978-987-629-705-9 (Editor y coautor)
- Navegar la Brecha. Montevideo. Brecha, 2010. 303 p. ISBN 978-9974-98-231-4 (Editor, prologuista y coautor)
- Mauricio Ubal: con la raíz a la intemperie. Montevideo. Cangrejo Solar, 2003, 138 p. ISBN 997-4772-00-1 (Autor)

### Presencia en antologías poéticas
- Austero desorden, antología de poetas uruguayos de los últimos veinticinco años (1985-2010). Verbum. Madrid, 2011.
- 13 poetas en 11 años (poesía reciente en Uruguay: 1994-2005). Selección, prólogo y notas: Luis Bravo. Revista Plebella. Buenos Aires, 2007.
- Cincuenta poetas uruguayos del medio siglo (1955-2005). Prólogo, selección y notas de Gerardo Ciancio. Archivo General de la Nación, Centro de Difusión del Libro, Montevideo. 2005.
- La abadía de los pensamientos y otros poemas: muestra de poesía uruguaya desconocida. Arca. Montevideo, 1993.

## Premios
- 2020, Premio Bartolomé Hidalgo en categoría poesía por su libro poemas encontrados lejos de islandia.[8]
- 2015, Premio Nacional de Literatura en categoría poesía édita por su libro poemas encontrados en la primera década.[9]
- 2014, Premio Anual de Literatura, (poesía inédita), por su libro poemas encontrados cuando no había.[10][11]
- 2012, Premio Onetti, categoría poesía, por su libro poemas encontrados en la primera década.[12]
- 2007, Premio Internacional Ciudad de Alajuela, por su libro poemas encontrados lejos de islandia.
- 2007, Finalista del II Premio Internacional de Poesía Revista Prometeo para Libros Publicados en Lengua Castellana, asociado al Festival Internacional de Poesía de Medellín, por su libro poemas encontrados en el siglo pasado.
- 2006, Premio Anual de Literatura, (poesía inédita, compartido con Horacio Cavallo), por su libro poemas encontrados en la sierra de las ánimas.[13]
- 2003, Su libro poemas encontrados en el siglo pasado recibe una mención en el Premio Anual de Literatura, (poesía inédita).
- 2002, Fue finalista –y obtuvo una de las tres menciones– en el Premio Casa de las Américas de poesía, con su libro poemas encontrados en un año cualquiera, también inédito.[14]
- 2001, Su novela El hexagrama perdido logra una de las dos menciones en el Premio Literario Municipal en la categoría Narrativa.
- 2000, Premio Literario Municipal (Montevideo) en la categoría poesía (compartido con Carlos Liscano), por su libro poemas encontrados en una guía michelin, aún inédito.